# لينا اكيبو
لينا اكيبو (مواليد 1950) هي مصممة هزلية سويدية حيث تم نشر اعمالها في شكل مسلسلات يومية، في ألبومات، وفي مجلة جلاجو الفنية منذ منتصف الثمانينيات. تتميز اكيبو بأسلوبها المميز والرسمي، حيث تقوم بشكل أساسي بتصوير مشاهد هزلية ساخرة تصور المجتمع السويدي. نشرت عشر روايات مصورة وكتب فكاهية منذ ظهورها لأول مرة عام 1984، معظمها ينتقد المجتمع. كما تم نشرها في الصحف والمسرحيات المكتوبة للتلفزيون. عزيزتي (باربرو) هي الجزء الوحيد من فيلم «أجمل رجل في العالم».
حائزة على جائزة الفنانة البصرية، أيضًا لينا أكيبو حازت على الجوائز مع كتاب «أجمل اسم في العالم». توصف الرواية بأنها «قصة مأساوية مليئة بالأفكار حول السلوك البشري، والأحزان اليومية والشوق لشيء آخر».
ظهرت لينا اكيبو لأول مرة في عام 1984 في مجلة ساتاي جالاجو وأطلقت بعد ذلك عشرة ألبومات كرتونية، معظمها بمحتوى اجتماعي حرج. «اسم العالم أجمل» ظهر في شهر مايو.

## صدور سلسلة ألبومات
- 1987 - ليكرا نيون
- 1992 - آمين هيريجود (جمع)
- 1995 - يمكن لأي شخص قزم
- 1999 - مرحبًا بكم
- 2000 - قوي جدا
- 2002 - الروبيان الروسي
- 2006 - براينبرينك

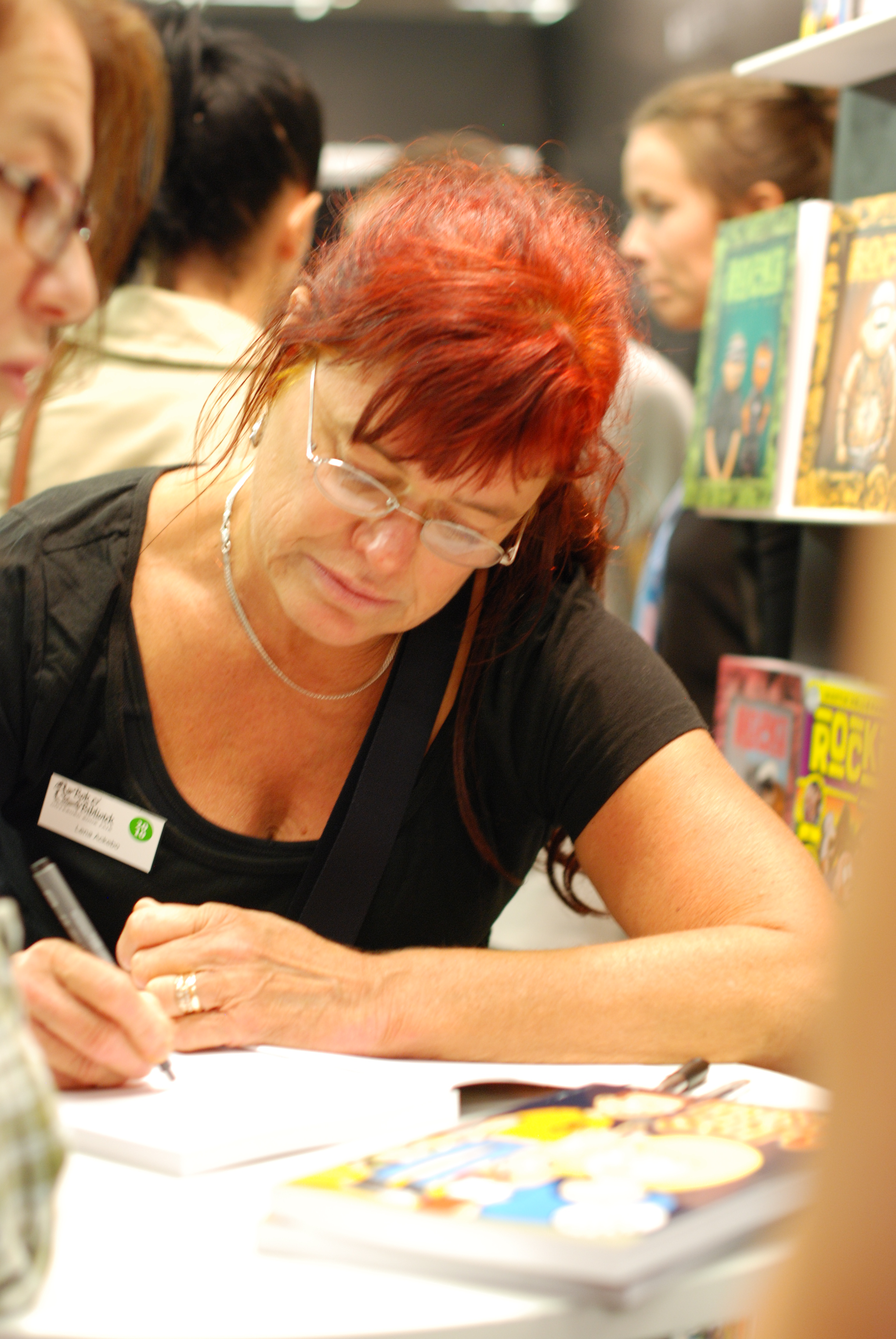
لينا اكيبو

- 2009 - الله يكون فظيع! - عشرون عاما مع لينا اكيبو (جمع)
- 2010 - سخيف سوفو
- 2012 - أراك في سوفو

## الروايات
- 2016 - أجمل رجل في العالم
- 2017 - عزيزي باربرو

## وصلات خارجية
- Lena Ackebo info from the Lambiek Comiclopedia of Artists
- Galago